# 国立大学法人評価委員会
国立大学法人評価委員会（こくりつだいがくほうじんひょうかいいんかい）は、国立大学法人法に基づき、国立大学法人及び大学共同利用機関法人を評価するために2003年10月1日に文部科学省に設置された審議会。
国立大学法人評価委員会の評価は、各国立大学法人の中期計画または年度計画の「実施状況の調査をし、及び分析をし、並びにこれらの調査及び分析の結果を考慮して」、当該期間または事業年度における「業務の実績の全体について総合的な評定をして、行わなければならない」とされている。中期目標期間全体の評価は、独立行政法人大学改革支援・学位授与機構に対して「教育研究の状況についての評価の実施」（独立行政法人大学改革支援・学位授与機構法16条1）を要請し、当該評価の結果を尊重することとされている（独立行政法人通則法32条2、34条2を準用）。
評価結果は、総務省の独立行政法人評価制度委員会に対して通知するとともに公表しなければならない。このとき、評価委員会は国立大学法人に対して「業務運営の改善その他の勧告」を行うことができる。総務省委員会は、評価委員会に対して意見を述べることができる（通則法32条3～5を準用）。
文部科学大臣は、中期目標期間の終了後、各国立大学法人の業務・組織等について検討を行い、所要の措置を講ずることになっている。その際、文部科学大臣は、国立大学法人評価委員会の意見を聴かなければならない。このとき国立大学法人評価委員会は、各国立大学法人の「主要な事務及び事業の改廃」に関して、文部科学大臣に勧告することができる（通則法35条、同2～3を準用）。
2003年10月1日に、以下のような内容の国立大学法人評価委員会令が施行された。①委員20人以内で組織する（別に臨時委員・専門委員を置くことができる）。②委員の要件は、「大学又は大学共同利用機関に関し学識経験のある者」であり、文部科学大臣が任命する。③委員の任期は2年。再任は可。④委員長は、委員の互選により選任。⑤委員会に二つの分科会（国立大学法人分科会・大学共同利用機関法人分科会）を置く。⑥委員会の開催要件は委員・臨時委員の過半数の出席。議決は出席者の過半数を要する（分科会・部会も同様）。⑦委員会は関係行政機関の長に対し、資料の提出、意見の表明、説明その他必要な協力を求めることができる。⑧国立大学法人等は、委員会の評価結果に対して意見の申立ての機会を与えられる。当該意見は評価結果と併せて大臣に通知され、公表される。⑨委員会事務局は文部科学省高等教育局国立大学法人支援課が担当（大学共同利用機関法人分科会に係るものは文部科学省研究振興局学術機関課が処理）。

## 分科会
- 国立大学法人分科会
  - 業務及び財務等審議専門部会
- 大学共同利用機関法人分科会
  - 業務及び財務等審議専門部会

## 委員等
令和6年4月1日現在の委員は以下の通り
- 内部　学 時事通信社解説委員
- 大橋　隆哉 東京都立大学長
- 大橋　徹二 株式会社小松製作所取締役会長
- 沖　陽子 岡山県立大学理事長兼学長
- 勝　悦子 明治大学政治経済学部教授、IAU（国際大学協会）理事
- 熊平　美香 一般財団法人クマヒラセキュリティ財団代表理事
- 栗原　美津枝 株式会社価値総合研究所代表取締役会長
- 後藤　勝也 AZX Professionals Group / AZX総合法律事務所マネージングパートナー CEO
- 小長谷　有紀 日本学術振興会監事
- 小林　良彰	慶應義塾大学SDM研究所上席研究員・名誉教授、ルーテル学院大学理事
- 近藤　倫明 北九州市立大学特任教授（名誉教授）
- 鈴木　雅子 株式会社パソナグループエグゼクティブアドバイザー
- 棚橋　元 森・濱田松本法律事務所弁護士
- 村田　治 関西学院大学長
- 森　公高 日本公認会計士協会相談役
- 山本　眞樹夫 小樽商科大学名誉教授
- 横田　響子	株式会社コラボラボ代表取締役
- 吉田　文 早稲田大学教育・総合科学学術院教授
- 渡辺　美代子 科学技術振興機構シニアフェロー